# 71
71 је била проста година.

## Догађаји
- 71-73 — Намесници Јудеје Луцилије Бас, Либерије Максим.
- 71-74 - гувернер Британије Квинт Петилије Церијалис. Борио се у Јоркширу.
- Римљани су Јудеју подвргли уништењу.

- Римљани подижу тврђаву у Јорку (Еборацум), као базу за своје северне снаге.
- Битка код Станвика: Квинт Петилије Церијалис, гувернер Британије, гуши побуну Бриганта.
- Цареви Веспазијан и Марко Кокеј Нерва су римски конзули.
- Битка код Тревеса: Цериалис побеђује Клаудија Цивилиса и тако угуши побуну Батавије.
- Тит је награђен тријумфом, у пратњи Веспазијана и његовог брата Тита Флавија Домицијана. На паради су јеврејски затвореници и благо Јерусалимског храма, укључујући Менору и Петокњижје. Вођа зилота, Симон бар Гиора, бива и задављен на Форуму.
- Тит је постављен за преторијанског префекта Преторијанске гарде и добија проконзуларну команду, а такође и власт трибуна, што све указује на то да ће Веспазијан следити наследну традицију наследства.
- Иродијум, јеврејску тврђаву јужно од Јерусалима, осваја и уништава Легио Кс Фретенсис на путу за Масаду.
- Донкастер су основали римски досељеници. Подручје је првобитно било познато као Данум.
- Владавина Рабела II Сотера, краља Набатеје. Он проглашава Босру, својом другом престоницом.